# Núria Marcet Ballber
Nuria Marcet Ballber (Terrassa, 1930) és una activista social contra els desnonaments de la ciutat de Barcelona. A més a més, ha estat candidata per les llistes pròximes a Catalunya en Comú i Barcelona en Comú en diferents processos electorals.

## Biografia
Marcet, és una de les filles d'una família de 14 germans. La seva família es va traslladar del Vallès a la ciutat de Barcelona, quan ella encara era molt petita. Als dinou anys, decideix entrar com a monja de clausura, però decepcionada amb l'estil de vida obligatori que havia de portar abandona els hàbits i marxa a col·laborar en una associació dedicada a ajudar a gent gitana del Camp de la Bota.
Al camp de la Bota, organitza una cooperativa d'artesania gitana fins que el franquisme va desmuntar les barraques i va crear el barri de La Mina. És en aquell moment que decideix buscar una alternativa i estudià infermeria arribant a treballar 6 anys a l'Hospital de la Vall d'Hebrón. Posteriorment, viatjà a l'Índia buscant conèixer un sistema mèdic més basat en el model biopsicosocial i, no tant, en el model biomèdic, el qual segons ella abusava de la farmacologia.
A l'Índia és on coneix el ioga, el qual importa a Barcelona a la seva tornada. És a les classes de ioga, on comença el seu afany per l'activisme de barri i veïnal. És a partir d'aquí, que ha col·laborat en moviments com Resistim al Gòtic, Marea Blanca i va participar en el moviment del 15M.
Ha participat en algunes candidatures pròximes als comuns, especialment a la ciutat de Barcelona i en suport a l'alcadessa Ada Colau.
El 2021, el Centre Residencial d'Inclusió (CRI) La Llavor, el primer específicament per a dones sense llar a Barcelona, bateja com a Llar Núria Marcet una de les seves estances. Concretament, la Llar Núria Marcet, es un pis ubicat al centre de barcelona, en el qual viuen dones amb necessitats específiques i situada davant la singular església de Sant Genís dels Agudells.